# Carla Barnett
 (août 2021).
Carla Barnett, née le 16 février 1958 à Belize City, ancienne capitale du Belize, est une femme politique bélizienne, économiste de profession et secrétaire-générale de la Communauté caribéenne (CARICOM) depuis le 15 août 2021.
Le Dr Barnett est une ancienne vice-présidente du Sénat du Belize et a occupé divers postes ministériels dans le gouvernement de son pays. Elle succède à l'ambassadeur économiste dominiquais Irwin LaRocque, qui a servi en tant que secrétaire-général de 2011 à 2021. Elle devient ainsi la 8e Secrétaire générale de la Communauté des Caraïbes (CARICOM).

## Biographie

### Carrière
Carla Barnett est titulaire d'un doctorat en sciences sociales du campus Mona de l'Université des Antilles et d'une maîtrise en sciences économiques de l'Université de Western Ontario au Canada. Elle a également obtenu un baccalauréat de sciences en économie.
a été dans le passé la première femme et la plus jeune personne nommée sous-secrétaire de la CARICOM entre 1997 et 2002. C'est également une économiste qui a brisé d'autres barrières en travaillant dans les Caraïbes anglophones, notamment en devenant la première femme nommée sous-gouverneur de la Banque centrale ainis que secrétaire financière au Belize sous le gouvernement de Dean Barrow. Elle a également travaillé à la Banque de développement des Caraïbes en tant qu'économiste et vice-présidente des opérations. 
Elle est aussi une militante de longue date de l'égalité des sexes, « non seulement parce que c'est la bonne chose à faire pour créer une société plus stable et plus équitable, mais aussi parce que l'égalité des sexes est une bonne politique économique ».

### Secrétaire-générale de la CARICOM
C'est lors de la Conférence des chefs de gouvernement de la CARICOM, réunie le 11 mai 2021, que Carla Barnett est élue pour succéder à Irwin LaRocque au poste de secrétaire-général le 15 août prochain.
Le 16 août 2021 a lieu la cérémonie d'installation du nouveau Secrétaire général de la Communauté des Caraïbes (CARICOM), en présidence du président de la communauté, Gaston Browne, qui accueille la nouvelle cheffe de la CARICOM et lui transmet les salutations des autres chefs de gouvernement.
Dès son installation, Barnett a d'abord reconnu la crise en Haïti, promettant au nom de la Communauté de faire tout son possible pour soutenir ce pays qui souffre depuis longtemps de l'instabilité. Elle a également indiqué que son bureau sera ouvert à tous dans la Communauté, y compris la presse, pour partager leurs craintes, leurs préoccupations, leur vision et surtout les solutions pour la construction de la région des Caraïbes.